# Nills van Noord
Nills van Noord (Amsterdam, 24 november 1988) is een Nederlandse allround- en thans MMA-vechtsporter.

## Levensloop
Van Noord volgde een mbo-opleiding tot beveiliger. Op 15-jarige leeftijd begon hij met MMA-trainingen, waarna hij op 17-jarige leeftijd begon mee te doen aan MMA-toernooien. In 2010, 2011 en 2012 werd hij Dutch Open Grappling-kampioen in de categorie tot 100 kg. In 2014 werd hij Europees kampioen MMA in de licht-zwaargewichtklasse. Van Noord heeft een zwarte band in Braziliaans jiujitsu onder Remco Pardoel.